# عبدالله احمد عبدالله
عبدالله احمد عبدالله (عربی: عبدالله أحمد عبدالله؛ ۶ ژوئن ۱۹۶۳ – ۷ اوت ۲۰۲۰)، معروف به ابو محمد المصری، یک عضو بلندپایهٔ القاعده و اهل مصر بود. او توسط ایالات متحده به اتهام نقش داشتن در بمب‌گذاری ۱۹۹۸ سفارت ایالات متحده در دارالسلام، تانزانیا و نایروبی، کنیا تحت تعقیب بود. وی به‌عنوان باتجربه‌ترین برنامه‌ریز عملیاتی القاعده توصیف شده و به‌عنوان فرماندهٔ دوم سازمان شناخته می‌شد.
در نوامبر سال ۲۰۲۰، گزارش‌های خبری مبنی بر کشته شدن عبدالله، نفر دوم القاعده، توسط مأموران اسرائیل در ایران به درخواست ایالات متحده منتشر شد. مایک پمپئو، وزیر امور خارجه آمریکا کشته شدن او را تأیید کرد.

## زندگی
عبدالله احمد عبدالله در سال ۱۹۶۳ در مصر متولد شد. به گفتهٔ عبدالله، او زمانی فوتبالیست حرفه‌ای تیم غزل‌المله در مصر بود. وی با دختر احمد سلامه مابروک ازدواج کرد و دارای سه دختر بود. یکی از دختران وی به نام مریم با حمزه بن لادن ازدواج کرده بود. عبدالله در جریان جنگ شوروی در افغانستان به افغانستان رفت و در آن‌جا به گروه اسامه بن لادن پیوست. وی در سال ۱۹۹۲ به سیف‌العدل (یکی دیگر از مقام‌های بلندپایهٔ القاعده) در ارائهٔ اطلاعات و آموزش نظامی به افراد مرتبط با القاعده در سومالی و سودان کمک کرد. ادعا می‌شود که کارآموزان او، سربازانی بودند که در نبرد موگادیشو در سال ۱۹۹۳ علیه آمریکایی‌ها جنگیدند. گفته می‌شود که وی بین سال‌های ۱۹۹۶ و ۱۹۹۸ اردوگاه‌های آموزشی برای القاعده را در افغانستان اداره می‌کرد. عبدالله مسئول جعل پاسپورت برای محمدصدیق عوده (یکی از تروریست‌های باسابقهٔ القاعده) بود تا بتواند از پاکستان به افغانستان برود و قبل از بمب‌گذاری در سفارت ایالات متحده ۱۹۹۸ در کنیا و تانزانیا با اسامه بن لادن ملاقات کند. در این بمب‌گذاری‌ها، ۲۲۴ غیرنظامی کشته و بیش از ۵٬۰۰۰ نفر زخمی شدند.
عبدالله احمد عبدالله سپس از کنیا به کراچی پاکستان گریخت و به افغانستان بازگشت و از سال ۲۰۰۲ به عضویت «مجلس‌الشورا» یا شورای فرماندهی القاعده درآمد. به گفتهٔ یک افسر اطلاعاتی پیشین اسرائیل، وی فرماندهٔ حملات ۲۰۰۲ مومباسا بود.
عبدالله یکی از ۲۲ عضو اصلی فهرست تحت تعقیب اف‌بی‌آی بود. وزارت امور خارجه ایالات متحده، از طریق برنامهٔ پاداش برای اجرای عدالت تا ۱۰ میلیون دلار جهت دادن اطلاعات محل زندگی وی ارائه کرده بود.

## در ایران
عبدالله در سال ۲۰۰۳ به محلی در جنوب شرقی ایران رفت و مدتی بعد، در ایران بازداشت و حبس خانگی شد. بازجویی از سلیمان ابوغیث، سخنگوی سابق القاعده، تأیید کرد که عبدالله در ایران در حبس خانگی به سر می‌برد.
وی در مارس ۲۰۱۵ به همراه دیگر رهبران القاعده «سیف‌العدل» و «ابوخیر المصری» توسط ایران آزاد شد. آزادی آن‌ها در ازای آزادی یک تبعهٔ ایرانی زندانی در یمن به‌نام احمد نیکبخت انجام گرفت. به گفتهٔ یکی از منابع نیویورک تایمز، عبدالله پس از آزادی، در ایران ماند و آزادانه در این کشور زندگی می‌کرد و توسط سپاه پاسداران و سپس وزارت اطلاعات، از وی محافظت می‌شد. البته وزارت امور خارجه ایران پس از  مطرح شدن ادعای کشته شدن ابو محمد المصری توسط روزنامه نیویورک تایمز و مقامات اطلاعاتی آمریکا، حضور این عضو القاعده در ایران را تکذیب کرد

## ترور
نیویورک تایمز در نوامبر سال ۲۰۲۰ گزارش داد که عبدالله احمد عبدالله در ۷ اوت سال ۲۰۲۰ مصادف با سالگرد بمب‌گذاری ۱۹۹۸ سفارت ایالات متحده، به درخواست آمریکا در تهران توسط مأموران اسرائیلی به ضرب گلوله کشته شد. این عملیات توسط واحدی از نیروهای اسرائیل، موسوم به «واحد سرنیزه» وابسته به واحد سری کیدون، انجام گرفت. طبق این گزارش عبدالله توسط دو موتورسوار در خیابان پاسداران تهران ترور شد. او به همراه دخترش مریم (همسر حمزه بن لادن) در این عملیات کشته شد. مقام‌های امنیتی به نیویورک تایمز گفتند، عبدالله از سال ۲۰۰۳ تا سال ۲۰۱۵ در ایران در حبس خانگی بوده‌است. اما از سال ۲۰۱۵، آزادانه در تهران زندگی می‌کرد.
رسانه‌های داخل ایران در ۱۷ مرداد گزارش داده بودند که دو شهروند لبنانی به نام‌های حبیب داوود (استاد تاریخ و ۵۸ ساله) مرتبط با حزب‌الله لبنان و دخترش مریم (۲۷ ساله)، در حوالی گلستان یکم در خیابان پاسداران تهران به ضرب چهار گلوله کشته شدند. خبرگزاری مهر نوشته بود، در این حادثه از سوی یک موتورسوار «از سمت راننده» پنج تیر شلیک شده که ۴ تیر شلیک‌شده به خودرو برخورد کرده و شلیک پنجم هم به یک ماشین دیگر که در حال عبور بوده اصابت کرده‌است. این خبرگزاری اضافه کرده بود، این دو نفر سوار بر یک خودروی ال۹۰ سفید در حال حرکت بودند و حادثه ساعت ۹ شامگاه جمعه رخ داد.